# Charlotte von Mahlsdorf
Charlotte von Mahlsdorf (nacida Lothar Berfelde; Berlin-Mahlsdorf, 18 de marzo de 1928 - Berlín, 30 de abril de 2002) fue la fundadora del museo Gründerzeitmuseum im Gutshaus Mahlsdorf.

## Biografía
Lothar Berfelde nació el 18 de marzo de 1928 en Berlín, hija de Max Berfelde y Gretchen Gaupp. Según la autobiografía, se interesó desde la niñez por la ropa de niña y de hecho se sentía como una niña. Su interés por los «cacharros viejos» también comenzó muy temprano; ayudando en su juventud a desocupar pisos a Max Bier, un anticuario de Kreuzberg, cobrando en objetos que conservaba para sí misma.
El padre ya se había inscrito a finales de la década de 1920 en el Partido Nazi. Durante algún tiempo fue dirigente político en Mahlsdorf. En 1942 presionó a su hija para que ingresase en las Juventudes Hitlerianas. Entre padre e hija hubo frecuentes discusiones, que escaló tras el abandono de la familia por la madre en 1944. El padre exigió a la hija que se decidiera por la madre o por él y la amenazó con un revólver. En consecuencia, Lothar golpeó al padre con el rodillo mientras dormía. Después de pasar unas semanas en un psiquiátrico, fue condenada a cuatro años de cárcel en un correccional en 1945 como «joven asocial» por un tribunal de Berlín.

### Posguerra
Tras la II Guerra Mundial, Lothar fue liberada, trabajando como baratillero y vistiéndose con ropa femenina. «Lothar» se convirtió en «Lottchen», amaba a hombres y posteriormente se convirtió en un personaje conocido en la ciudad como «Charlotte von Mahlsdorf».
Comenzó coleccionando objetos domésticos, salvando así de las casas bombardeadas distintos objetos históricos, ganando su sustento con la venta de muebles.

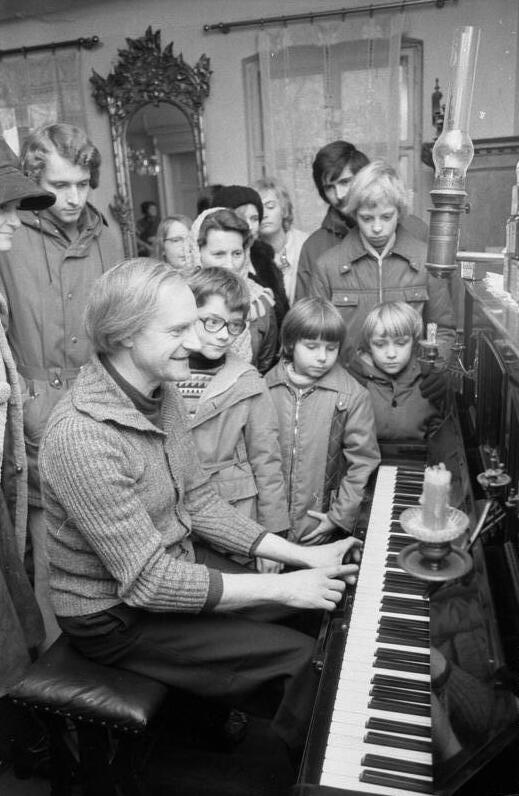
Charlotte von Mahlsdorf con jóvenes visitantes en el Gründerzeitmuseum (1977)

De su colección surgió en 1959/60 el «Gründerzeitmuseum» (Museo de la Belle Époque): luchó por la conservación del Gutshaus Mahlsdorf , que estaba amenazado de derribo y consiguió el uso del edificio, sin pagar alquiler. En 1960, tras finalizar la primera etapa de la restauración de la casa, abrió el museo de objetos de uso diario de Fin de Siglo. Salvó la Mulackritze  –la última taberna berlinesa conservada en su totalidad, proveniente del barrio Scheunenviertel–  de ser destruida con el edificio en el que se encontraba en 1963 y la reconstruyó en el sótano del museo en su estado original. La taberna consiguió una cierta fama en círculos cinematográficos, de artistas y gais, y a partir de 1970 se realizaban allí a menudo fiestas del ambiente gay de Berlín Este. En 1972 se colocó bajo protección del patrimonio. En 1974 las autoridades de la RDA anunciaron su intención de nacionalizar el museo y su contenido, a lo que Charlotte von Mahlsdorf reaccionó regalando su propiedad a los visitantes.

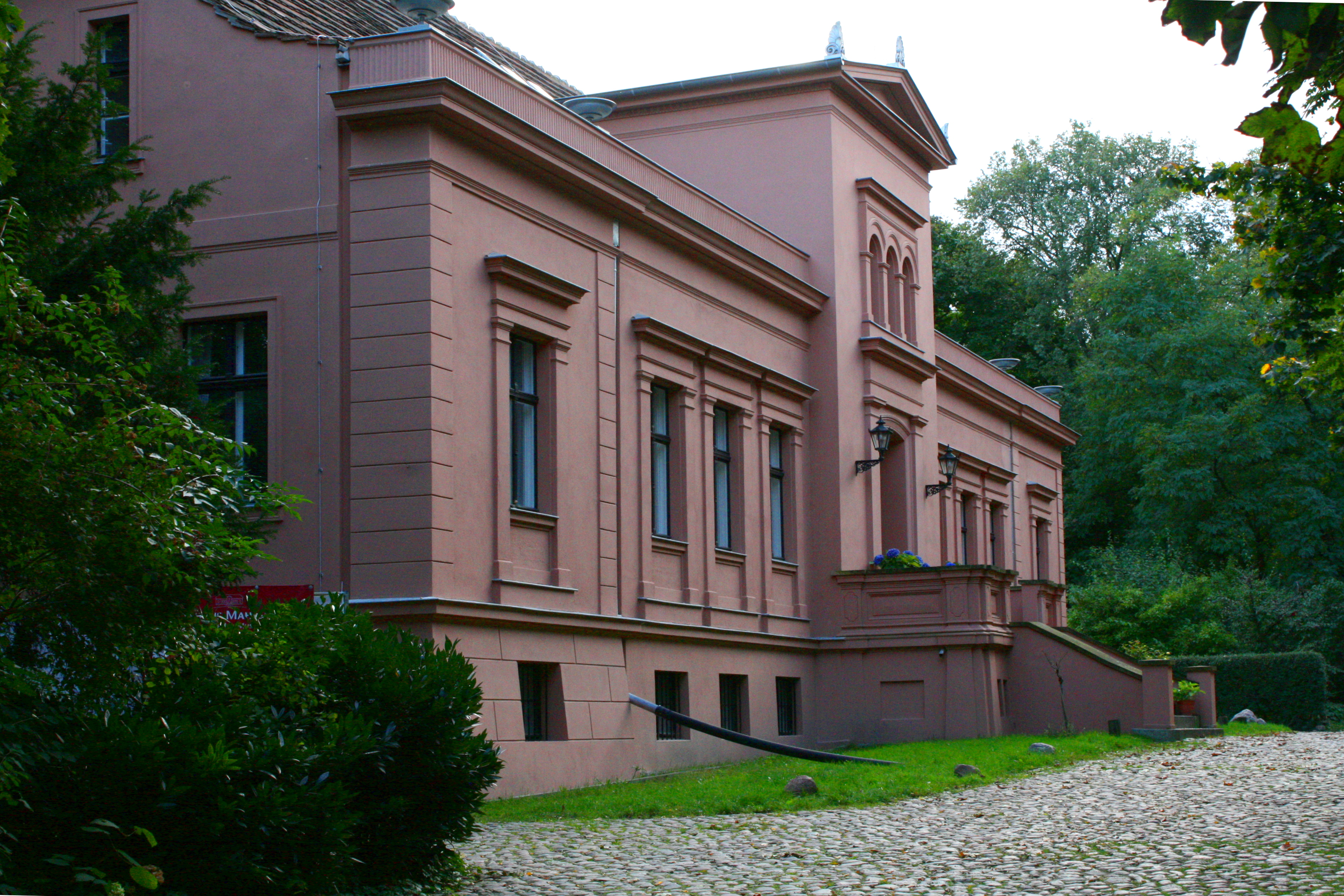
El Gutshaus Mahlsdorf acoge el Gründerzeitmuseum fundado por Charlotte.

Gracias al compromiso de la actriz Annekathrin Bürger y del abogado Friedrich Karl Kaul (y posiblemente por su compromiso de trabajar de forma no oficial para el Ministerio de Interior) pudo finalizar con la acción en 1976 y Charlotte consiguió mantener su museo.
En la actualidad, el museo Gründerzeitmuseum de Charlotte von Mahlsdorf contiene la mayor y más completa colección de objetos de la Belle Époque (Gründerzeit). En 2008 se comenzó una amplia renovación del edificio gracias a los medios puestos a disposición por la Lotería de Berlín y el involucramiento del entonces alcalde de Berlín, Klaus Wowereit.

### Mudanza a Suecia
En 1991, neonazis atacaron una fiesta que se estaba realizando en el Museo e hirieron a varios huéspedes. En esa época Charlotte von Mahlsdorf ya había mencionado varias veces la posibilidad de abandonar Alemania. En 1992 se le entregó el Bundesverdienstkreuz. Su decisión de abandonar el país la llevó a servir de guía en el Museo por última vez en 1995 y en 1997 trasladarse a Porla Brunn en Suecia. Allí abrió un nuevo museo con objetos de finales del siglo XIX y principios del XX, con poco éxito.
El estado de Berlín compró el Museo de la ciudad. La asociación Förderverein Gutshaus Mahlsdorf e.V.  lo reabrió en 1997. El 30 de abril de 2002, Charlotte von Mahlsdorf murió de un ataque al corazón durante una visita a Berlín. Fue enterrada en el cementerio de la calle Rahnsdorf en Berlin-Mahlsdorf, al lado de su madre Gretchen Berfelde.

## Críticas a von Mahlsdorf
En la década de 1990 se expresaron dudas y preguntas sobre algunas partes de su biografía. Se señaló que su autobiografía contenía diversas contradicciones durante los años del Nacionalsocialismo y de la RDA.
Entre otros puntos, se dudaba de que hubiese salvado del derribo el Schloss Friedrichsfelde y la casa señorial en Dahlwitz-Hoppegarten, tal como explicaba en sus memorias. Entretanto, han aparecido pruebas (impresos como facsímile en el libro  Nichts darf sinnlos enden!), que dan verosimilitud al relato de von Mahlsdorf sobre el salvamento del Schloss Friedrichsfelde.
También se le reprochó que su colección procediese en gran parte de casas de judíos deportados durante el Tercer Reich y en la RDA de las casas de aquellos que habían huido a Occidente. Sin embargo, von Mahlsdorf tenía a principios de 1945 sólo 16 años. Posteriormente se hizo público que von Mahlsdorf había sido colaborador informal en el Ministerio de Interior el 17 de noviembre de 1971, entregando información bajo el nombre clave de «Park» hasta 1976. Existen pruebas de que fue atrapada por las fuerzas de seguridad en julio de 1970 vendiendo «antigüedades» —se trataba de relojes de pared viejos, que no tenían valor para el negocio del arte estatal. Posiblemente, aunque no pueda ser demostrado, fuera presionada o chantajeada para entrar al servicio de la Stasi.

## Discusión sobre la inscripción funeraria
Hay muchas personas que tiene a Von Mahlsdorf en gran estima: sea por su trabajo como la fundadora de una de las más importantes colecciones de entresiglos, sea por aparición pública como travestido y masoquista confesa, sea por su denuncia de la persecución de los homosexuales en el Tercer Reich y la RDA. De forma que la campaña de donación organizada por el «Förderverein Gutshaus Mahlsdorf» («Asociación para el fomento del Gutshaus Mahlsdorf») y el «Interessengemeinschaft Historische Friedhöfe Berlin» («Grupo de interés de los cementerios históricos de Berlín») para la realización de un monumento conmemorativo para Charlotte von Mahlsdorf tuvo éxito.
El monumento, por voluntad de los organizadores, debía llevar una placa con la inscripción Ich bin meine eigene Frau – Charlotte von Mahlsdorf – 18. März 1928 – 30. April 2002 («Yo soy mi propia mujer» – Charlotte von Mahlsdorf – 18 de marzo de 1928 – 30 de abril de 2002) y debía colocarse en el día del primer aniversario de su muerte. Sin embargo, los familiares de Charlotte von Mahlsdorf se opusieron a la inscripción y exigieron su modificación. Como además no se había aclarado el asunto de la herencia y el Förderverein des Gründerzeitmuseum estaba preocupado de que pudiesen reclamar muebles, se accedió a la demanda.
Aunque Charlotte von Mahlsdorf fuera reconocida en sus últimos años prácticamente solo por su seudónimo, la familia impuso el texto Lothar Berfelde, 1928 – 2002, genannt Charlotte von Mahlsdorf. Dem Museumsgründer zur Erinnerung («Lothar Berfelde, 1928 – 2002, llamado Charlotte von Mahlsdorf. Al fundador del museo en recuerdo.»)